# Лучше звоните Солу (6-й сезон)
Шестой и финальный сезон американского драматического телесериала «Лучше звоните Солу» включает 13 эпизодов и разделён на две части. Премьерный показ первой части начался 18 апреля 2022 года, показ второй — 11 июля 2022 года. Сезон транслировался на стриминг-сервисах AMC+ в США и Netflix по миру. К своим ролям в нём вернулись Боб Оденкерк, Джонатан Бэнкс, Рэй Сихорн, Патрик Фабиан, Майкл Мэндо, Тони Далтон и Джанкарло Эспозито. В сезоне снялись Брайан Крэнстон и Аарон Пол, исполнители главных ролей в сериале «Во все тяжкие», который лёг в основу «Лучше звоните Солу».
Сезон получил признание критиков, в особенности за сценарий, игру актеров, эмоциональную окраску и соответствие качеству «Во все тяжкие». Первая часть сезона получила четыре номинации на «Эмми», вторая — шесть номинаций, включая «Лучший драматический сериал» и «Лучшую мужскую роль».

## Сюжет
В шестом сезоне продолжается история адвоката Сола Гудмана и наркобарона Гуса Фринга. Этот сезон стал непосредственной предысторией событий, показанных в сериале «Во все тяжкие». В связи с этим шоураннер Питер Гулд ещё до премьеры пообещал, что финал заставит по-другому смотреть на некоторых персонажей предыдущего шоу.

## В ролях
- Боб Оденкерк — Сол Гудман
- Джонатан Бэнкс — Майк Эрмантраут
- Рэй Сихорн — Ким Уэкслер
- Патрик Фабиан — Говард Хэмлин
- Майкл Мэндо — Начо Варга
- Тони Далтон — Лало Саламанка
- Джанкарло Эспозито — Гус Фринг

## Создание и релиз
Решение продлить сериал «Лучше звоните Солу» на шестой и последний сезон было принято в начале 2020 года. В том же году должны были начаться съёмки, однако их отложили до марта 2021 года. Сезон включает 13 эпизодов: премьерный показ первых семи эпизодов начался 18 апреля 2022 года, оставшихся шести — 11 июля 2022 года (до этого их показали на кинофестивале «Трайбека»). Сезон транслировался на стриминг-сервисах AMC+ в США и Netflix в других странах.
18 марта 2022 года появился постер сезона, на котором чёрно-белый Джин Такович (Джимми МакГилл) надевает или снимает алый пиджак Сола Гудмана.

## Эпизоды
| Часть 1 |    |                                            |                    |                            |                 |      |
| 51 | 1  | «Вино и розы» «Wine and Roses»             | Майкл Моррис       | Питер Гулд                 | 18 апреля 2022  | 1,42 |
| Гас принимает меры, чтобы Начо спрятался в мотеле. Хуан Болса сообщает Гасу, что Начо помог убить Лало и что картель назначил за него награду. Джимми и Ким следуют своему плану по разрешению дела Сэндпайпер, собираясь уничтожить Говарда. Ким наблюдает за Говардом и Клиффом Мейном во время игры в гольф, в то время как Джимми пробирается в раздевалку клуба и подбрасывает пакетик с белым порошком в шкафчик Говарда. Лало сообщает Гектору, что он всё ещё жив и что ответственность за нападение несёт Гас. Гектор советует ему найти доказательства для картеля. |    |                                            |                    |                            |                 |      |
| 52 | 2  | «Кнут и пряник» «Carrot and Stick»         | Винс Гиллиган      | Томас Шнауц и Ариэль Левин | 18 апреля 2022  | 1,16 |
| Люди Гаса заменяют сейф Начо дубликатом, Майк кладёт туда деньги Начо и поддельное канадское удостоверение личности вместе с конвертом. Гас и Болса обещают Гектору отомстить за Лало, но поведение Гектора убеждает Гаса, что Лало всё ещё жив. Болса взламывает сейф в доме Начо и находит конверт с данными об оффшорном банковском счёте и номер телефона мотеля. Кузены прибывают в мотель, чтобы схватить Начо, он убегает после перестрелки. Гас приказывает взять в заложники отца Начо, но Майк отказывается. Джимми убеждает Кеттлманов в том, что у них есть основания для судебного иска против Говарда. Они просят Клиффа Мейна подать в суд на неэффективное консультирование из-за предполагаемого употребления Говардом кокаина, но получают отказ. Затем Ким вынуждает Кеттлманов хранить молчание о клевете на Говарда. Кто-то следует за Джимми и Ким, когда они покидают Кеттлманов. |    |                                            |                    |                            |                 |      |
| 53 | 3  | «Молот и наковальня» «Rock and Hard Place» | Гордон Смит        | Гордон Смит                | 25 апреля 2022  | 1,16 |
| Изрешеченный пулями грузовик, на котором Начо едет после побега от кузенов, ломается. На следующий день Начо звонит отцу и прощается с ним, затем звонит Гасу и обещает сдаться в обмен на неприкосновенность отца. Прокурор Сюзанна Эриксен связывает Джимми с Лало и просит Ким убедить Джимми сообщить о Саламанках. Гас перевозит Начо в США. Джимми и Ким получают дубликаты ключа от машины Говарда и пульт дистанционной разблокировки. Майк занимает огневую позицию со своей винтовкой, чтобы наблюдать, как Гас передает Начо Болсе и Гектору. Начо говорит им, что убил Лало в союзе с наркокартелями Альвареса. Вместо того, чтобы побежать и вынудить Виктора убить его, Начо использует кусок стекла, чтобы освободиться от наручников, а затем убивает себя из пистолета Болсы. |    |                                            |                    |                            |                 |      |
| 54 | 4  | «Бей и беги» «Hit and Run»                 | Рэй Сихорн         | Энн Черкис                 | 2 мая 2022      | 1,16 |
| Ким встречается с Клиффом Мэйном в кофейне, а Джимми переодевается, чтобы выглядеть как Говард, и забирает его машину. Он провозит мимо кофейни Венди и делает вид, что выбрасывает её из машины, чтобы Клифф подумал, будто Говард пользуется услугами проституток. Джимми обнаруживает, что защита Лало сделала его изгоем в суде, но обеспечила популярность у преступников. Из-за обилия клиентов его выгоняют из маникюрного салона, он ищет новый офис. Ким замечает слежку, узнаёт, что это люди Майка, обеспечивающие её безопасность, так как Лало может быть жив. Она потрясена этой новостью, но не сообщает её Джимми. Гас использует соседний дом, соединённый с его жилищем системой туннелей, как операционный центр, где люди Майка следят за Альбукерке в ожидании Лало. |    |                                            |                    |                            |                 |      |
| 55 | 5  | «Чёрный и синий» «Black and Blue»          | Мелисса Бернштейн  | Элисон Тэтлок              | 9 мая 2022      | 1,22 |
| Ким и Гас по-прежнему беспокоятся из-за Лало, причём Ким хранит встречу с Майком в секрете от Джимми. Последний нанимает Франческу в качестве помощника. Ким узнает от Виолы имя судьи, который будет заниматься делом Сэндпайпер. Говард убеждает клиентов Сэндпайпер не соглашаться на сделку. Клифф спорит с Говардом о его явном пристрастии к кокаину и проституции. Тот догадывается, что всё дело в кознях Джимми, и вызывает его на боксерский поединок. Говард побеждает, высказывает надежду, что это положит конец вражде, но позже просит частного сыщика начать наблюдение за Джимми. Ким уверяет Джимми, что уничтожение Говарда всё ещё идёт по плану. Гас прячет пистолет на экскаваторе на месте запланированной лаборатории метамфетамина. Лало выслеживает вдову Вернера Циглера Маргарет в баре в Германии и пытается получить информацию о её муже. На следующее утро Лало проникает в дом Маргарет и находит скульптуру с этикеткой производителя на основании, подаренную Вернеру строительной бригадой. Маргарет неожиданно возвращается домой, но Лало удаётся сбежать незамеченным. |    |                                            |                    |                            |                 |      |
| 56 | 6  | «Точило и зуб» «Axe and Grind»             | Джанкарло Эспозито | Ариэль Левин               | 16 мая 2022     | 1,13 |
| Говард узнаёт от частного сыщика, что Джимми и Ким сняли со счёта 20 тысяч долларов. Те покупают у доктора Кальдеры лекарство, чтобы использовать его против Говарда. Кальдера рассказывает им, что уходит из преступного мира, и показывает свою зашифрованную книгу криминальных контактов. Джимми и его съёмочная группа фотографируют актера, выдающего себя за Рэнда Касимиро, посредника в деле Сэндпайпер. Клифф приглашает Ким в Санта-Фе на встречу с представителями фонда, который финансирует проекты, близкие к её работе; эта встреча намечена на тот самый день, когда Ким и Джимми хотят провернуть очередную аферу. В магазине Джимми замечает Касимиро с рукой в гипсе и предлагает Ким всё отложить, но она отменяет свои планы на Санта-Фе и возвращается в Альбукерке. В Германии Лало выслеживает Каспера, члена команды Вернера, и готовится допросить его о работе. |    |                                            |                    |                            |                 |      |
| 57 | 7  | «План и исполнение» «Plan and Execution»   | Томас Шнауц        | Томас Шнауц                | 23 мая 2022     | 1,19 |
| В день конференции по урегулированию Сэндпайпер Джимми и Ким заново делают снимки с актером, выдающим себя за Касимиро, и передают их частному сыщику Говарда, который на самом деле работает на них. Говард видит фото и делает заявление о том, что посредник получил взятку. Находясь под воздействием препарата Кальдеры, он выглядит как одержимый, и все свидетели понимают, что обвинение ложное. В результате Говарду и Клиффу приходиться урегулировать дело Сэндпайпер за меньшую сумму. Тем временем Лало, предполагая, что телефон Гектора прослушивается, говорит ему, что этой ночью нападёт на Гаса. Майк направляет на защиту Гаса всех своих людей, а Лало использует это, чтобы прийти домой к Джимми и Ким. В этот самый момент там находится Говард: он рассказывает, что разгадал всю аферу. Лало убивает Говарда выстрелом в голову. |    |                                            |                    |                            |                 |      |
| Часть 2 |    |                                            |                    |                            |                 |      |
| 58 | 8  | «Направь и стреляй» «Point and Shoot»      | Винс Гиллиган      | Гордон Смит                | 11 июля 2022    | 1,16 |
| Лало приказывает Джимми поехать к Гасу и застрелить его. Джимми убеждает Лало послать Ким, рассчитывая таким образом спасти её. Затем Лало привязывает Джимми к стулу и уходит. Майк задерживает Ким у входной двери Гаса, та всё объясняет. Гас понимает, что всё это отвлекающий маневр, едет в прачечную и там попадает в устроенную Лало засаду. Однако ему удаётся застрелить Лало из пистолета, который прежде спрятал. Майк и его люди инсценируют самоубийство Говарда. Майк советует Джимми и Ким никогда не рассказывать правду и придерживаться версии о том, что Говард был наркоманом. Говарда и Лало хоронят в подземной лаборатории Гаса. |    |                                            |                    |                            |                 |      |
| 59 | 9  | «Веселье и игры» «Fun and Games»           | Майкл Моррис       | Энн Черкис                 | 18 июля 2022    | 1,22 |
| Гас убеждает картель, что не несёт ответственности за смерть Лало, несмотря на обвинения Гектора. Эладио отдает Саламанкам Южную долину, а Гасу — территорию к северу от нее под наблюдением Болсы. Строительство лаборатории возобновляется. Майк посещает Мануэля Варгу, чтобы рассказать о смерти Начо, и обещает ему защиту, но тот отказывается и заявляет, что Майк ничем не отличается от людей из картеля. HHM начинает сокращение штата и ребрендинг. Ким лжёт вдове Говарда Шерил о его наркотической зависимости, а потом отказывается от юридической лицензии и уходит от Джимми, сказав ему, что они плохо влияют друг на друга. Джимми полностью принимает образ Сола Гудмана. Он живёт в особняке, водит Cadillac DeVille, его офис принимает тот облик, в котором появляется в сериале «Во все тяжкие». |    |                                            |                    |                            |                 |      |
| 60 | 10 | «Снежок» «Nippy»                           | Мишель Макларен    | Элисон Тэтлок              | 25 июля 2022    | 1,20 |
| В Омахе в 2010 году Джимми, живущий под именем Джин Такавич, заводит дружбу с Марион — матерью таксиста Джеффа, узнавшего в нём Сола Гудмана. Джефф и его напарник Бадди в соответствии с инструкциями Джимми обкрадывают универмаг в торговом центре, где он работает. Сам Джимми в это время отвлекает охранников булочками с корицей и светской беседой. Воодушевленный успехом, он находит в универмаге костюм в стиле Гудмана, но с грустью уходит, не сделав покупку. |    |                                            |                    |                            |                 |      |
| 61 | 11 | «Во все тяжкие» «Breaking Bad»             | Томас Шнауц        | Томас Шнауц                | 1 августа 2022  | 1,34 |
| Джимми вспоминает, как в 2008 году в Альбукерке встретился с Уолтером Уайтом и Джесси Пинкманом. Первый из них был Хайзенбергом — химиком, который производил качественный синий метамфетамин, продававшийся на улицах. Несмотря на предостережение Майка, Джимми решает предложить Уайту партнёрство. В 2010 году Джимми звонит Франческе и узнаёт, что ФБР конфисковало большую часть его активов и что Ким спрашивала о нём. Он пытается связаться с Ким во Флориде, но звонок его только расстраивает. Затем Джимми привлекает Джеффа и Бадди к новой афере: он поит жертву в баре, Джефф отвозит этого человека домой, дав ему воду с барбитуратами, а Бадди проникает в дом и фотографирует удостоверения личности, кредитные карты и финансовые отчеты. После ряда успешных дел очередная жертва рассказывает, что у него рак, и Бадди отказывается продолжать; Джимми увольняет его и сам едет на дело. |    |                                            |                    |                            |                 |      |
| 62 | 12 | «Водоснабжение» «Waterworks»               | Винс Гиллиган      | Винс Гиллиган              | 8 августа 2022  | 1,32 |
| В воспоминаниях Ким встречается с Джимми, чтобы завершить развод, и сталкивается с Джесси у офиса. В 2010 году Ким живёт во Флориде и работает в фирме, производящей разбрызгиватели. Когда ей звонит Джимми, она просит его сдаться и вешает трубку, услышав отказ. Убитая чувством вины, она едет в Альбукерке и дает Шерил копию своих письменных показаний о разрушении репутации Говарда и о его убийстве Лало. После этого у нее происходит эмоциональный срыв. Джимми сбегает из дома больного раком мужчины, когда тот просыпается. Джеффа арестовывают и обвиняют в краже со взломом. Джимми обращается к Мэрион, чтобы она помогла сыну выйти под залог. Та, найдя всё это подозрительным, через Ask Jeeves выясняет настоящую личность Джимми и звонит в полицию, вынудив его бежать. |    |                                            |                    |                            |                 |      |
| 63 | 13 | «Всё кончено» «Saul Gone»                  | Питер Гулд         | Питер Гулд                 | 15 августа 2022 | 1,80 |
| В своих воспоминаниях Джимми спрашивает Майка и Уолтера, о чём они сожалеют, а Чак спрашивает его, думал ли он когда-нибудь о другом пути в жизни. В 2010 году Джимми арестовывают, он нанимает бывшего соперника Билла Окли в качестве защитника и ведёт переговоры о сделке, утверждая, что стал жертвой схем Уайта. Он предлагает признание об обстоятельствах смерти Говарда, но узнаёт, что Ким уже рассказала об этом. Джимми экстрадируют в Альбукерке для суда, он лжёт, чтобы заставить Ким тоже предстать перед судом. Позже он признаёт причастность к империи Уайта и самоубийству Чака и снова начинает использовать имя Джеймс МакГилл. Героя приговаривают к 86 годам заключения. В тюрьме его узнают как Сола, и он пользуется славой среди сокамерников. Ким навещает его, они вместе курят. Когда Ким уходит, Джимми показывает ей свой фирменный жест — палец-пистолет. |    |                                            |                    |                            |                 |      |

## Оценки
Шестой сезон «Лучше звоните Солу» получил множество положительных отзывов. На сайте-агрегаторе Rotten Tomatoes его рейтинг составил 99 % при средней оценке 9,4 из 10. По словам рецензентов с этого ресурса, «годы напряженного повествования» превращаются здесь в «бурлящий поток». На сайте Metacritic сезон получил 94 балла из 100, что указывает на «всеобщее признание». Стюарт Джеффрис из The Guardian, посмотрев финальные серии, написал, что сериал к его удивлению превзошёл своего предшественника, «Во все тяжкие»: «превратился в более глубокую и красивую драму о человеческой испорченности», «в нечто визуально более роскошное». Крейг Элви из Screen Rant остался того же мнения и констатировал, что финал шоу «удовлетворяет всех». Джереми Эркварт из Collider отказался от сравнения, отметив, что «„Во все тяжкие“ преуспевает как криминальный триллер-трагедия с динамичным сюжетом, а „Лучше звоните Солу“ — как более медленная драма, сфокусированная на персонажах». По его словам, «есть определенные вещи, которые „Лучше звоните Солу“ делает лучше, но есть и темы, в которых он не так хорош, как родительское шоу».
Дэвид Сигал из The New York Times описал первый эпизод как «сильный и захватывающий»: сценаристам, по его словам, удалось подхватить историю там, где она остановилась два года назад, и продвинуть её самым многообещающим образом. При этом аферу Ким с Говардом в загородном клубе Сигал раскритиковал как «более тусклую и нелепую, чем всё остальное шоу», к тому же «бессмысленно жестокую». Кимберли Поттс из The A.V. Club поставила первой и второй сериям оценку «А», особенно похвалив сценарий, игру Рэй Сихорн (Ким) и Майкла Мандо (Начо). Стив Грин, пишущий для IndieWire, отметил, что в первых двух эпизодах было «на удивление мало ложных ходов», высоко оценил игру Эда Бегли-младшего (Клиффорд Мэн) и символизм того, что Ким выбросила кофейную кружку. Скотт Тобиас из Vulture сравнил сцену в мотеле во второй серии со спагетти-вестернами Серджо Леоне. Он положительно оценил уровень детализации первой сцены эпизода, назвав такие вещи «одной из главных причин, по которым „Лучше звоните Солу“ стоит особняком от других сериалов».
Оценивая третью серию, Кимберли Поттс из The A.V. Club назвала игру Мандо заслуживающей номинации на «Эмми». Она высоко оценила выступления Джанкарло Эспозито и Марка Марголиса. Дэвид Сигал из New York Times сравнил Начо с Джесси: оба были преступниками, которые сделали «ужасный жизненный выбор» и были «чрезмерно наказаны за это». Он написал в рецензии, что хотел бы и дальше видеть на экране Майкла Мандо, «но если вы должны покинуть шоу, то более драматичный и эффектный исход трудно представить».
Седьмая серия, «План и исполнение», получила признание в первую очередь благодаря игре Патрика Фабиана. Скотт Тобиас из Vulture и Ник Харли из Den of Geek поставили этому эпизоду пять баллов из пяти, Кимберли Поттс из The A.V. Club и Стив Грин из IndieWire — оценку «А».
Высокие оценки получила серия «Направь и стреляй», завершившая историю Лало. Она получил пять баллов из пяти от Стюарта Джеффриса из Guardian и Джеймса Джексона из Times, четыре из пяти от Скотта Тобиаса из Vulture, Ника Харли из Den of Geek и Эда Пауэра из Daily Telegraph, оценку «А» от Кимберли Поттс из The A.V. Club, Стива Грина из IndieWire и Даррена Франича из Entertainment Weekly. Финальный эпизод, «Всё кончено», Кимберли Поттс из The A.V. Club оценила на «отлично» как «в высшей степени удовлетворительное завершение». Рафаэль Мотамайор из IGN поставил ему 10 баллов из 10, назвав «тонким исследованием характера, исследующим сожаления и перемены в главном герое». Джен Чейни из Vulture высоко оценила глубину повествования и контекст, связанный с сериалом «Во все тяжкие». Скотту Тобиасу из The Website финал показался «обнадёживающим для Джимми, но без ощущения радужности или незаслуженности».
Первая половина сезона получила четыре номинации на «Эмми», вторая — шесть номинаций, включая «Лучший драматический сериал» и «Лучшую мужскую роль».